# Левинское (озеро)
Ле́винское — бессточное пресное озеро округлой формы в Палехском районе Ивановской области. Расположено к югу от деревень Левино, Жуково и Ломаксино.
Наибольшая длина Левинского озера 370 м, ширина 320 м, средняя глубина 12 м, максимальная глубина 26 м, у берегов мелкое, глубина до 50-60 см. Длина береговой линии 1,07 км, площадь 9,3 га. Светлая, прозрачная вода. Берега пологие, с западной стороны заболочены. С северной, восточной и западной стороны к озеру примыкают луга, с южной — леса. Питание снеговое, дождевое и грунтовое.

## Флора и фауна
Прибрежно-водная растительность покрывает около 3 % акватории озера.
В озере обитают сразу три редких вида растений: полушник колючеспоровый, ежеголовник злаковый и повойничек трехтычинковый.
Озеро богато рыбой, здесь встречаются краснопёрка, плотва, окунь, щука, язь, налим, карась и другие виды рыб.